# Knieperstraße 17 (Stralsund)
Das Wohnhaus Knieperstraße 17 in Stralsund ist ein denkmalgeschütztes Bauwerk in der Knieperstraße.

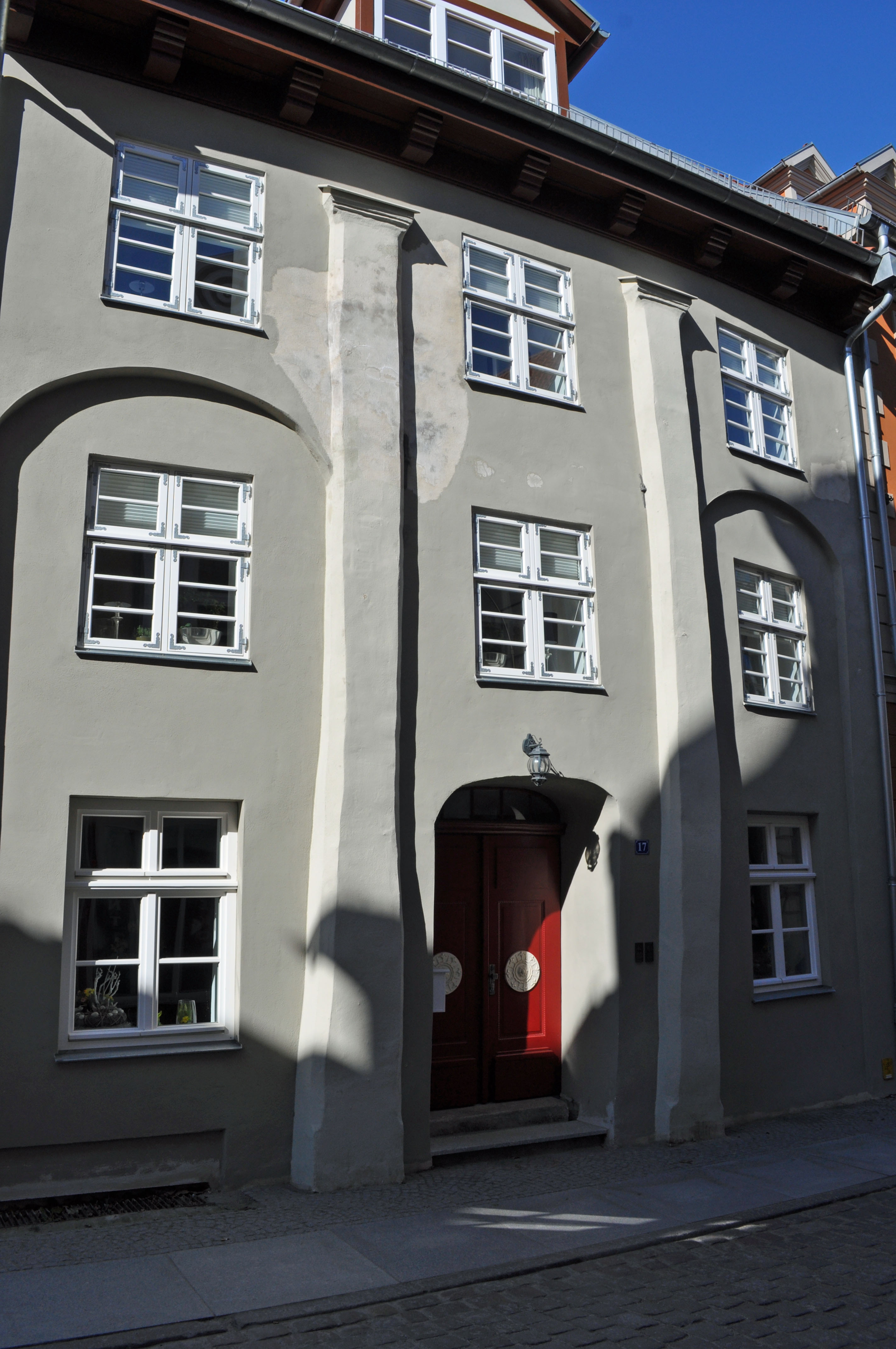
Haus Knieperstraße 17 in Stralsund (2012)

Das Traufenhaus, das dreigeschossig und dreiachsig ausgeführt ist, wurde am Anfang des 18. Jahrhunderts durch Umwandlung eines mittelalterlichen Giebelhauses errichtet. Reste des mittelalterlichen Hauses sind in Form der Pilaster an der Mittelachse erhalten. Das Haus stand ab 1994 nur noch als Ruine; nur die Straßenfront, die Brandmauer zum Nachbarhaus Nr. 16 und der Hausbaum waren erhalten. Als „Stützenhaus“ war das Haus lange Zeit in der örtlichen Presse Gegenstand der Berichterstattung. Ab Juli 2010 wurde das Gebäude umfassend saniert und wiederhergestellt.
Das Haus im Kerngebiet des von der UNESCO als Weltkulturerbe anerkannten Stadtgebietes des Kulturgutes „Historische Altstädte Stralsund und Wismar“ ist in die Liste der Baudenkmale in Stralsund eingetragen.